# Christel Ferrier Bruneau

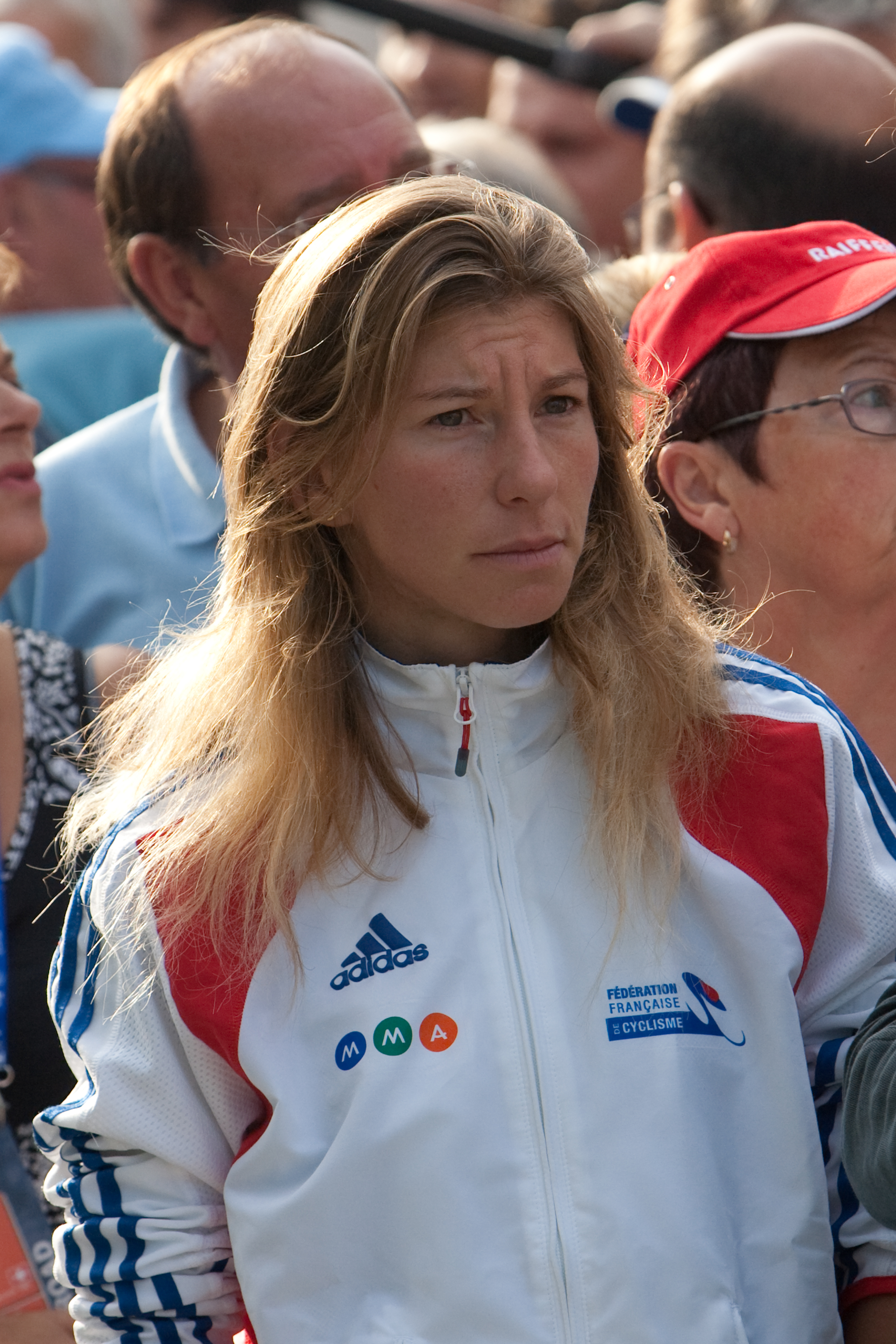
Christel Ferrier Bruneau

Christel Ferrier Bruneau (* 8. Juli 1979 in Montpellier) ist eine ehemalige französische Radrennfahrerin. Da Ferrier Bruneau als Kind in Kanada lebte, besitzt sie außerdem die kanadische Staatsbürgerschaft.
Christel Ferrier Bruneau gehörte seit Mitte der 2000er Jahre zur international erfolgreichen Elite des französischen Radsports und zeichnete sich durch ihre Vielseitigkeit aus. Zweimal, 2009 und 2011, wurde sie französische Meisterin im Straßenrennen; 2011 belegte sie im Einzelzeitfahren den zweiten Platz hinter Jeannie Longo-Ciprelli, die sie im Straßenrennen dann auf Platz zwei verwies. Schon 2008 war sie französische Vize-Meisterin auf der Straße geworden.
Ferrier Bruneau gehörte auch als Querfeldeinfahrerin zur Weltspitze. 2007 wurde sie Dritte bei der Europameisterschaft, 2010 Sechste bei der Weltmeisterschaft und belegte mehrfach bei französischen Meisterschaften Podiumsplätze. 2008 startete Christel Ferrier Bruneau im Straßenrennen bei den Olympischen Spielen in Peking und belegte Platz 13.
Seit 2016 startet Ferrier-Bruneau für Kanada, wo sie inzwischen ihren Lebensmittelpunkt hat. 2017 wurde sie kanadische Cyclocross-Meisterin und gewann bei den Panamerika-Meisterschaften im Cyclocross die Bronzemedaille.